# Rue des Trois-Bornes
La rue des Trois-Bornes est une rue située dans le quartier de la Folie-Méricourt dans le 11e arrondissement de Paris.

## Situation et accès
La rue des Trois-Bornes est desservie à proximité par les lignes 3 et 11 respectivement aux stations Parmentier et Goncourt.

## Origine du nom
Le nom de cette rue est dû probablement à trois bornes formant la limite d'une propriété particulière[réf. nécessaire] ou, d'après une autre explication, à des monuments druidiques situés dans le voisinage[réf. nécessaire].

## Historique
Cette voie ouverte en 1695, sous sa dénomination actuelle, n'était alors qu'un chemin qui commençait à la rue de la Folie-Méricourt et se terminait rue du Chemin-de-Saint-Denis (actuellement rue Saint-Maur).

## Bâtiments remarquables et lieux de mémoire
- Sur la place formée par le croisement de la rue des Trois-Bornes et de la rue Jean-Pierre-Timbaud se trouve une fontaine Wallace.
- Au no 19, présence d'une plaque signalant la maison natale d'Alfred Sisley.

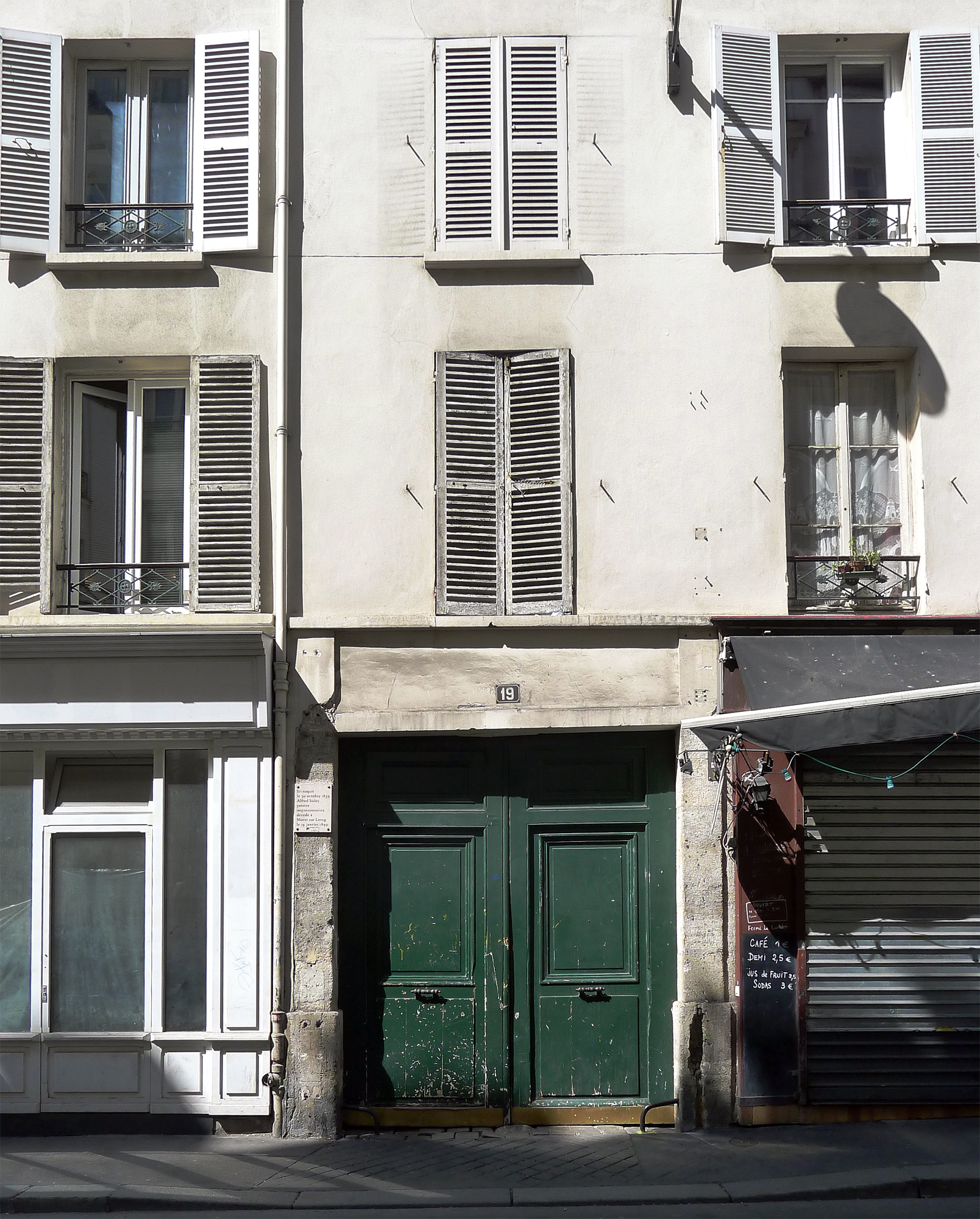
Maison natale.
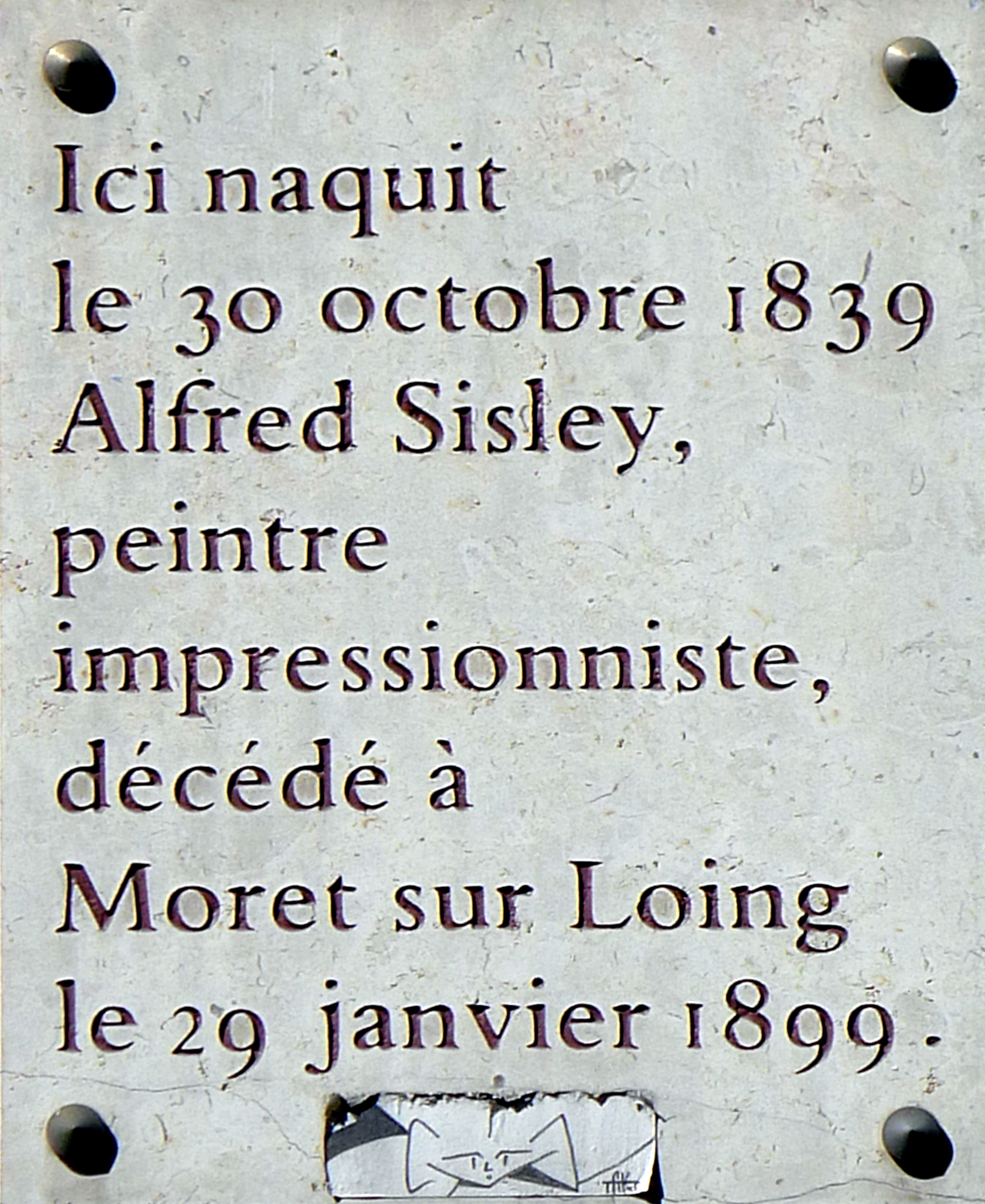
Plaque.

- Au no 32 réside le théâtre de la Comédie des 3 bornes.

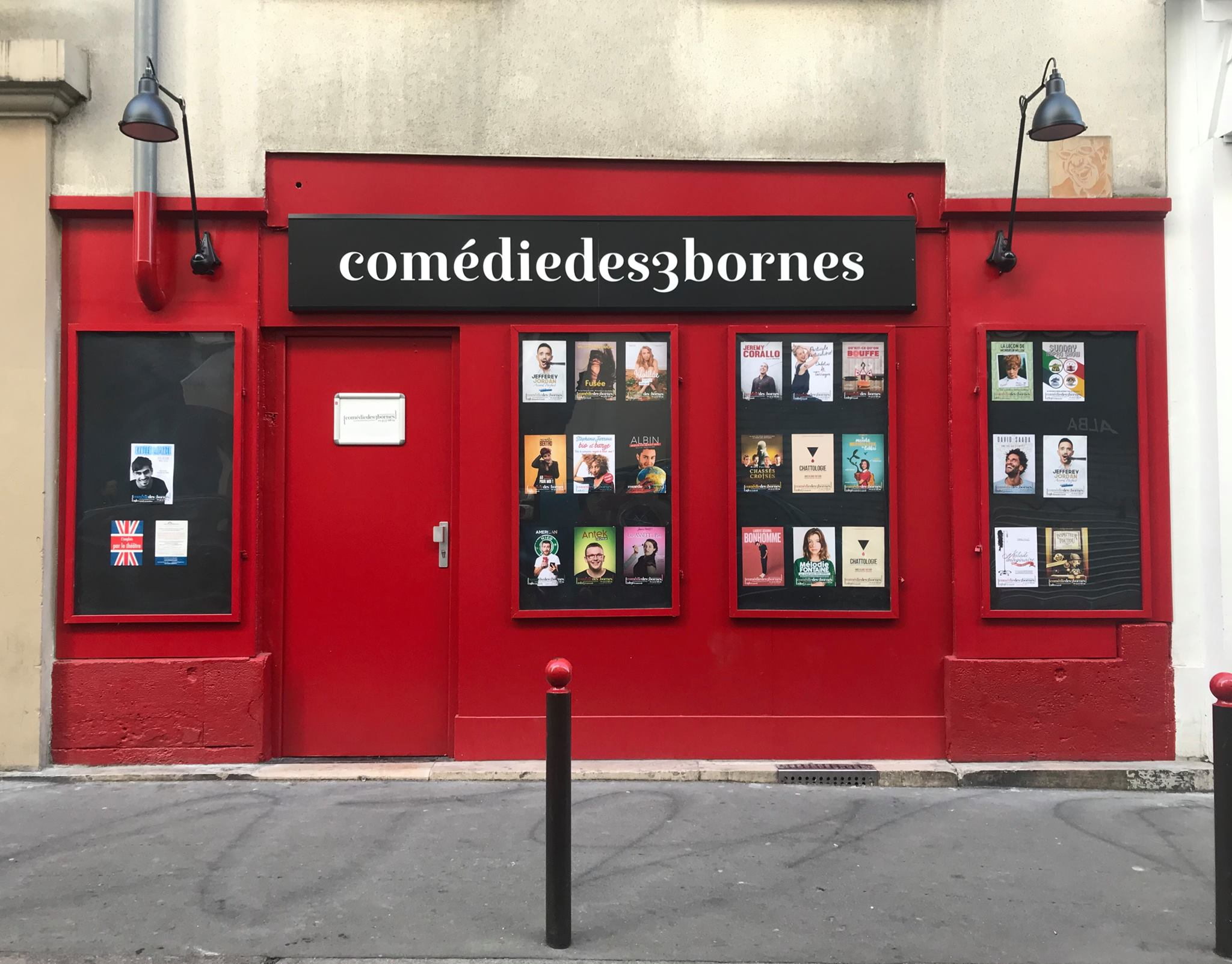
La facade de la Comédie des 3 bornes (au no 32) en octobre 2018.
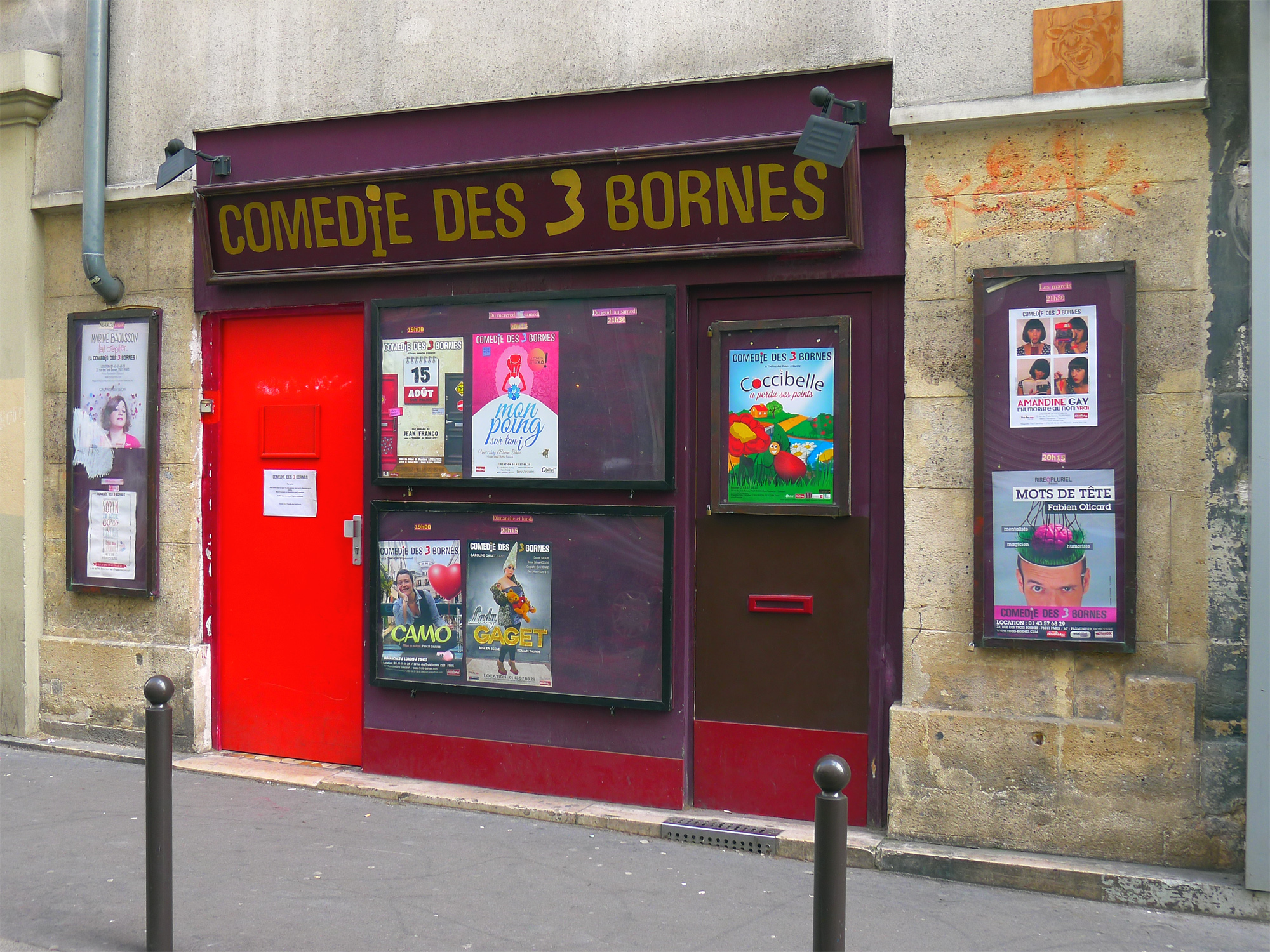
La façade de la Comédie des 3 bornes (au no 32) en 2013.

- Au no 37 est construite une synagogue.
- Au no 39 se trouve le groupe scolaire des Trois-Bornes à l'architecture typique des années 1930.